# Episodi di Trapper John (prima stagione)
La prima stagione della serie televisiva Trapper John è stata trasmessa in anteprima negli Stati Uniti d'America dalla CBS tra il 23 settembre 1979 e il 30 marzo 1980.
| nº | Titolo originale                              | Titolo italiano | Prima TV USA      | Prima TV Italia |
| -- | --------------------------------------------- | --------------- | ----------------- | --------------- |
| 1  | Pilot                                         |                 | 23 settembre 1979 |                 |
| 2  | Flashback                                     |                 | 30 settembre 1979 |                 |
| 3  | Deadly Exposure                               |                 | 7 ottobre 1979    |                 |
| 4  | Love Is a Three-Way Street                    |                 | 21 ottobre 1979   |                 |
| 5  | The Shattered Image                           |                 | 28 ottobre 1979   |                 |
| 6  | What Are Friends For?                         |                 | 11 novembre 1979  |                 |
| 7  | One for My Baby                               |                 | 18 novembre 1979  |                 |
| 8  | Taxi in the Rain                              |                 | 2 dicembre 1979   |                 |
| 9  | Licensed to Kill                              |                 | 9 dicembre 1979   |                 |
| 10 | The Surrogate                                 |                 | 23 dicembre 1979  |                 |
| 11 | Whose Little Hero Are You?                    |                 | 30 dicembre 1979  |                 |
| 12 | Boom!                                         |                 | 6 gennaio 1980    |                 |
| 13 | Have You Hugged Your Nurse Today?             |                 | 13 gennaio 1980   |                 |
| 14 | Missionary's Downfall                         |                 | 27 gennaio 1980   |                 |
| 15 | Warning: I maggio Be Hazardous to Your Health |                 | 3 febbraio 1980   |                 |
| 16 | 'Til Life Do Us Part                          |                 | 10 febbraio 1980  |                 |
| 17 | If You Can't Stand the Heat                   |                 | 17 febbraio 1980  |                 |
| 18 | Strike!                                       |                 | 24 febbraio 1980  |                 |
| 19 | It's a Wise Surgeon                           |                 | 2 marzo 1980      |                 |
| 20 | Short Odds                                    |                 | 9 marzo 1980      |                 |
| 21 | Quarantine                                    |                 | 23 marzo 1980     |                 |
| 22 | Hot Line                                      |                 | 30 marzo 1980     |                 |